# Paris (album, Supertramp)
Paris je živé album progressive rockové kapely Supertramp, vydané v roce 1980 (1980 v hudbě). Album bylo nahráno na turné Breakfast in America v listopadu 1979 v Paříži v koncertním sále Pavillon de Paris. Album dosáhlo 8. místa na Billboard Pop Albums Charts v druhé polovině roku 1980 a získalo zlatou desku, zatímco živá verze "Dreamer" dosáhla US Top 20.

## Setlist
Setlist alba obsahuje téměř všechny skladby z Crime of the Century (s výjimkou "If Everyone Was Listening"), tři skladby z Crisis? What Crisis?, dvě z Even in the Quietest Moments, tři z Breakfast in America a navíc jedna nová z "You Started Laughing" (původně B-strana singlu "Lady" z alba Crisis? What Crisis?). Celá show byla zaznamenaná, ale kvůli časovému omezení dvojitého alba byly odstraněny skladby "Give a Little Bit", "Goodbye Stranger", "Even in the Quietest Moments", "Downstream", "Child of Vision" and "Another Man's Woman". Všechny tyto skladby se později objevily na druhém živém albu součástí výročního vydání alba "Breakfast in America".

## Remastering
V červenci 2006, byly znovu objeveny originální master nahrávky alba ve stodole bubeníka kapely Boba Siebenberga, spolu s videozáznamy. Pásky byly odeslány do Cups 'N Strings Studios v Santa Monice v Kalifornii, pro digitální remastering. Pásky byly zpočátku ve špatném technickém stavu, byla ale úspěšně převedeny. Remasterovaná CD verze originálního alba byla vydána 30. července 2002.

## Seznam skladeb
Všechny skladba napsali Rick Davies a Roger Hodgson.

### První deska
První strana
1. "School" – 5:41
  - Zpěv: Roger Hodgson a Rick Davies
2. "Ain't Nobody But Me" – 5:24
  - Zpěv: Rick Davies
3. "The Logical Song" – 3:56
  - Zpěv: Roger Hodgson
4. "Bloody Well Right" – 7:23
  - Zpěv: Rick Davies

Druhá strana
1. "Breakfast In America" – 3:57
  - Zpěv: Roger Hodgson
2. "You Started Laughing" – 4:02
  - Zpěv: Rick Davies
3. "Hide In Your Shell" – 6:54
  - Zpěv: Roger Hodgson
4. "From Now On" – 7:05
  - Zpěv: Rick Davies with Roger Hodgson

### Druhá deska
První strana
1. "Dreamer" – 3:44
  - Zpěv: Roger Hodgson with Rick Davies
2. "Rudy" – 7:08
  - Zpěv: Rick Davies plus Roger Hodgson
3. "A Soapbox Opera" – 4:51
  - Zpěv: Roger Hodgson
4. "Asylum" – 6:51
  - Zpěv: Rick Davies plus Roger Hodgson

Druhá strana
1. "Take the Long Way Home" – 4:57
  - Zpěv: Roger Hodgson
2. "Fool's Overture" – 10:57
  - Zpěv: Roger Hodgson
3. "Two of Us" – 1:25
  - Zpěv: Roger Hodgson
4. "Crime Of The Century" – 6:31
  - Zpěv: Rick Davies

## Obsazení
- Rick Davies – klávesové nástroje, zpěv, harmonika
- John Helliwell – saxofon, dechové nástroje, klávesové nástroje, zpěv, Master of Ceremonies
- Roger Hodgson – kytary, klávesové nástroje, zpěv
- Bob Siebenberg (jako Bob C. Benberg) – bicí, perkuse
- Dougie Thomson – baskytara, dodatečné vokály

## Produkce
- Producenti: Peter Henderson, Russel Pope
- Zvukoví inženýři: Bernie Grundman, Peter Henderson, Russel Pope
- Mixáž: Bernie Grundman
- Mastering: Bernie Grundman
- Re-mastering: Greg Calbi, Jay Messina
- Technik zvuku a světel: Patrick O'Doherty
- Projekce: Gus Thomson
- Design: Mike Fink
- Ilustrace obalu: Cindy Marsh
- Ftografie: Mark Hanauer, Steve Smith

2002 A&M nové vydání:

Vydání z roku 2002 bylo masterováno z originálních studiových pásků Gregem Calbim a Jayem Messinou ve Sterling Sound v New York. Vydání bylo pod dohledem Billa Levensona s uměleckou režií Vartana a designem Mika Diehla.

## Umístění
Album – Billboard (Spojené státy)
| Rok  | Tabulka    | Pozice |
| ---- | ---------- | ------ |
| 1980 | Pop Albums | 8      |

Singly – Billboard (Severní Amerika)
| Rok  | Singl     | Tabulka     | Pozice |
| ---- | --------- | ----------- | ------ |
| 1980 | "Dreamer" | Pop Singles | 15     |